# Italika DM 200
La Itálika DM200 es una motocicleta de doble propósito de tamaño chico, 200 cc, producida por Itálika en México desde 2014. Junto con el modelo DM150 forma parte de la familia de motocicletas de Itálika aptas para ciudad y campo en un 60 % y 40 % pero limitadas para el uso en autopista abierta por sus bajos topes de velocidad así como su peso ligero al tener que controlar las ráfagas de viento, a velocidades de 70 Km/h o superiores.

## Comportamiento
El motor de 1 cilindro, a 4 tiempos y 196.3 cc de capacidad, entrega 15.5 CV a 8,500 rpm, es adecuado para una trail ligera, se puede conducir a buen ritmo por la ciudad y en terracería. Desde el arranque, esta “doscientos” despega con fuerza en todos sus cambios de velocidades.
Es una motocicleta ágil, muy rápida de controlar y zigzaguear por su bajo ángulo de lanzamiento, esto es: al ser cerrado el ángulo de la horquilla, nos permite el cambio de dirección con un menor movimiento del manubrio.
La posición de los pies es media, permite ir con las rodillas completamente pegadas al tanque y sujetarse con ellas bien de la motocicleta.
El manubrio tiene una apertura intermedia, que por su altura permite el manejo erguido, cómodo y con sensación de seguridad.
La altura del asiento está un poco elevada; alguien con menos de 1.70 m de altura puede encontrar dificultad al conducirla; pero la moto es muy equilibrable, por lo ligera, aún casi desde inmovilidad. El asiento es amplio, no solamente a lo ancho sino también a lo largo, por lo que es descansado el manejo. El recubrimiento del asiento es muy liso, por lo que en las frenadas se tendrá la tendencia a deslizarse hacia el tanque.

## Eficaz
Para las frenadas, la DM200 tiene disco en la rueda delantera, que funciona excelentemente. En la rueda trasera lleva freno de tambor, que tiene un frenado deficiente si no se le da el correcto mantenimiento.
En el frente tiene un pequeño carenado con carácter dinámico, la salpicadera frontal está bastante separada de la llanta, para permitir un gran movimiento de la llanta en caminos de terracería. El faro se integra correctamente a las formas llevando un diseño conservador, pero adecuado al estilo off-road. En los costados de la horquilla sobresalen las luces intermitentes y de dirección, equipadas con ledes. A led igual son las luces de emergencia y dirección traseras. La calavera o luz de freno no incorpora la tecnología led, pero es de gran tamaño y con reflejante para que la moto sea visible aun en condiciones adversas.
Las llantas, sin ser de tacos, traen de línea, un dibujo adecuado para una doble propósito. Los rines son de rayos de alambre, lo que los hace más duraderos ante los caminos no pavimentados.